# Jeff Madrigali
Jeff Madrigali est un skipper américain né le 8 mai 1956 à Walnut Creek (Californie).

## Biographie
Jeff Madrigali participe aux Jeux olympiques d'été de 1996 à Atlanta et remporte la médaille de bronze dans l'épreuve du soling en compagnie de Jim Barton et Kent Massey.